# Rutilo
Il rutilo (simbolo IMA: Rt) è un minerale del gruppo omonimo; appartiene alla famiglia minerale degli "ossidi e idrossidi" e possiede composizione chimica TiO2. Da un punto di vista chimico è pertanto diossido di titanio e il rutilo è una delle cinque forme in natura che possiede questa composizione.

## Etimologia e storia
Il nome rutilo fu introdotto per la prima volta dal geologo tedesco Abraham Gottlob Werner nel 1800. Deriva dal latino rutilus, che significa 'rossastro'. Il minerale era già noto con altri nomi, come schorl rosso e altri ancora, alcuni dei quali in seguito riconosciuti come sinonimi o varianti.
I. von Born fu il primo a descrivere il minerale, nel suo catalogo, come basaltes crystallisatus ruber ('schorl cristallino rosso'; il latino basaltes era all'epoca usato sia per "schorl" che per le colonne di basalto).

## Classificazione
La classica nona edizione della sistematica dei minerali di Strunz, aggiornata dall'Associazione Mineralogica Internazionale (IMA) fino al 2009, elenca il rutilo nella classe "4. Ossidi (idrossidi, V[5,6] vanadati, arseniti, antimoniti, bismutiti, solfiti, seleniti, telluriti, iodati)" e nella sottoclasse "4.D Metallo:Ossigeno = 1:2 e simili"; questa viene più finemente suddivisa in base alla dimensione dei cationi coinvolti, in modo da trovare il rutilo nella sezione "4.DB Con cationi di media dimensione; catene di ottaedri che condividono uno spigolo" dove forma il sistema nº 4.DB.05 insieme ad argutite, cassiterite, ilmenorutilo, leucoxene, pirolusite, plattnerite, squawcreekite, strüverite, tripuhyite, tugarinovite e varlamoffite.
Tale classificazione viene mantenuta invariata anche nell'edizione successiva, proseguita dal database "mindat.org" e chiamata Classificazione Strunz-mindat, nella quale però non compaiono più ilmenorutilo, leucoxene, squawcreekite e strüverite.
Nella Sistematica dei lapis (Lapis-Systematik) di Stefan Weiß elenca il rutilo nella classe degli "ossidi" e nella sottoclasse degli "ossidi con rapporto metallo:ossigeno = 1:2 (MO2 e composti correlati)" dove forma il "gruppo del rutilo" con il numero di sistema IV/D.02 insieme a pirolusite, cassiterite, argutite, paratellurite, plattnerite e tripuhyite.
Anche la classificazione dei minerali secondo Dana, usata principalmente nel mondo anglosassone, elenca il rutilo nella famiglia degli "ossidi e idrossidi"; qui è nella classe degli "ossidi" e da lì nella sottoclasse degli "ossidi semplici con carica cationica 4+ (AO2)". Qui forma il "gruppo del rutilo (tetragonale: P42/mnm)" con il numero di sistema 04.04.01 insieme a ilmenorutilo, strüverite, pirolusite, cassiterite, plattnerite, argutite e stishovite.

## Abito cristallino
Il rutilo cristallizza nel sistema tetragonale nel gruppo spaziale P42/mnm (gruppo nº 136) con i parametri di cella a = 4,5937 Å e c = 2,9587 Å, oltre a 2 unità di formula per cella unitaria.

## Origine e giacitura

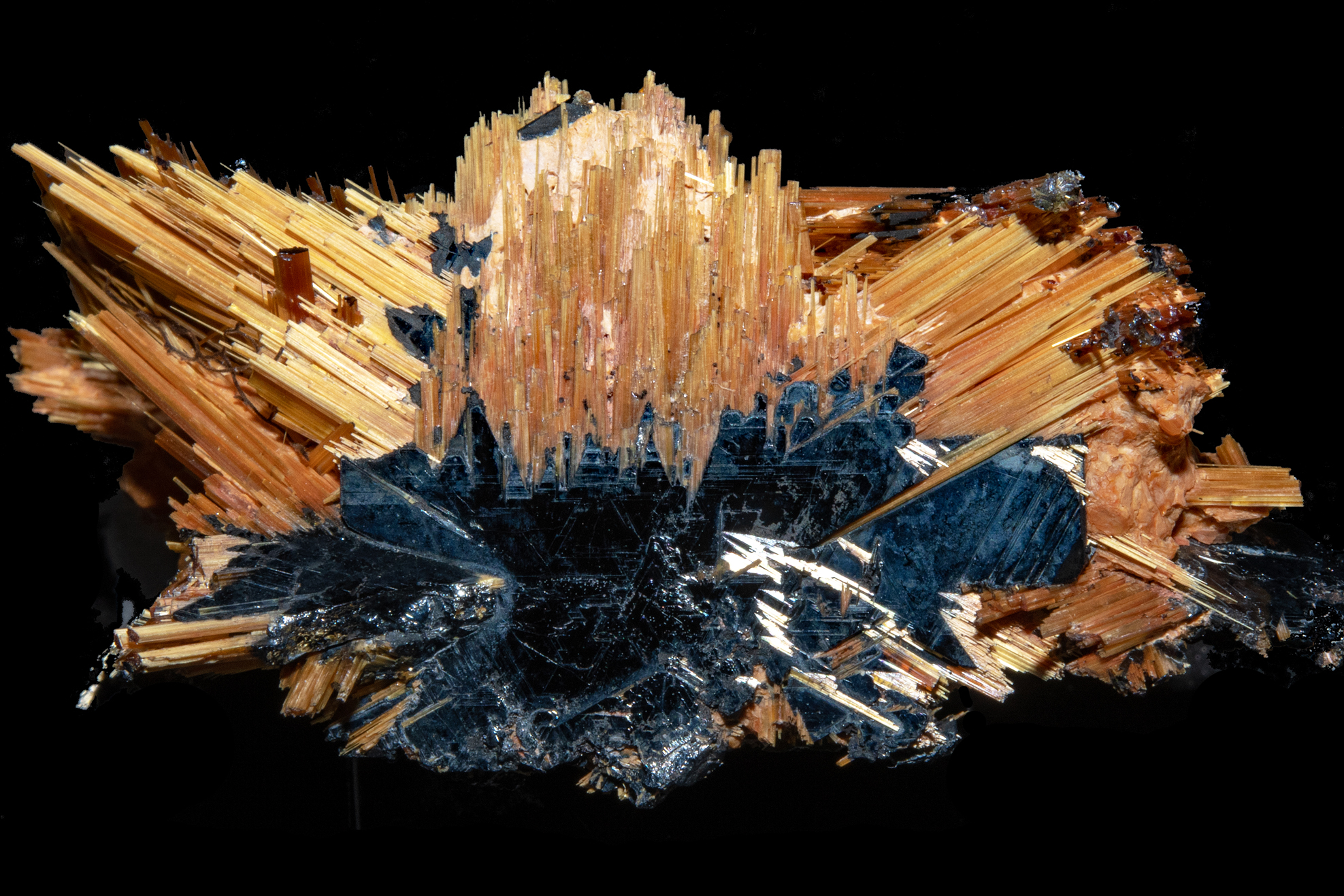
Rutile ed ematite

Il rutilo è un minerale accessorio comune che si forma ad alta temperatura e alta pressione presente nelle rocce ignee, nell'anortosite e nella pegmatite granitica; si forma anche nelle rocce alterate idrotermalmente, negli gneiss, negli scisti, nei calcari metamorfizzati da contatto, nelle argille. Il rutilo è anche un comune minerale detritico. La paragenesi è con adularia, albite, anatasio, apatite, brookite, calcite, ematite, ilmenite, pirofillite, quarzo e titanite.
Il rutilo è un minerale molto comune ed è stato trovato in numerosissimi siti sparsi per il mondo. Qui si ricorda solo la sua località tipo, chiamata semplicemente "località tipo del rutilo" presso Horcajuelo de la Sierra nella comunità autonoma di Madrid (Spagna).

## Forma in cui si presenta in natura

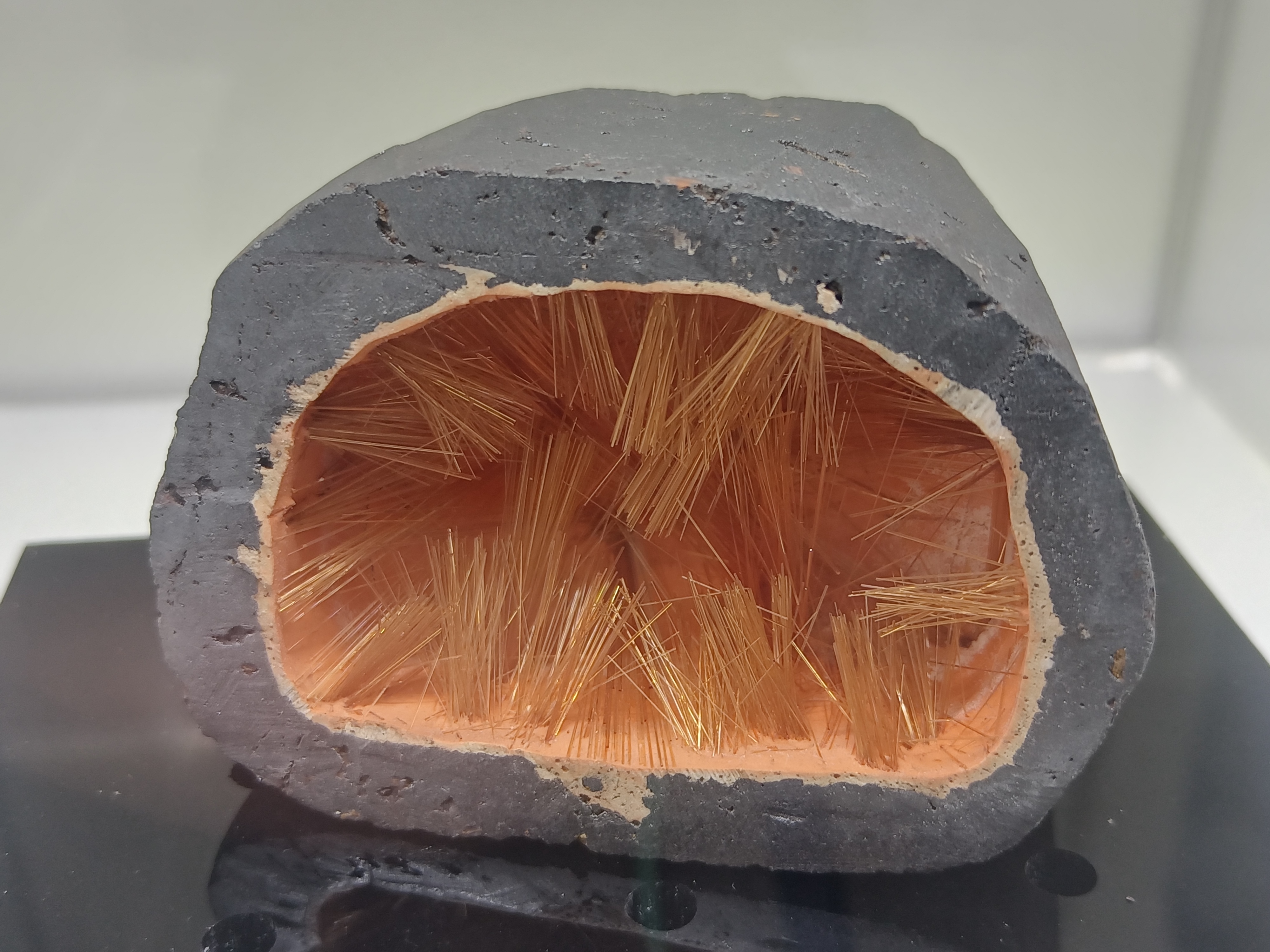
Rutilo dal tipico colore rosso

Il rutilo forma cristalli prismatici, allungati e striati paralleli a [001], di dimensioni fino a 25 cm; raramente sono dipiramidali o massicci.
Il minerale è trasparente con lucentezza da adamantina a metallica; il colore è vario: rosso sangue, giallo brunastro, rosso-marrone, giallo, grigio-nero, nero, marrone, bluastro o viola. Il colore del suo striscio va dal nero grigiastro, al marrone chiaro, al giallo chiaro.

## Proprietà chimico-fisiche
Il rutilo è insolubile in acido e non può essere fuso davanti al cannello a soffiatura. Nella sua forma pura, è debolmente paramagnetico con una suscettività magnetica specifica di 7,7·10-7 e.m.u./Oe·mg, ma se contiene anche ferro, diventa antiferromagnetico.

## Varietà e modificazioni
L'ilmenorutilo è una varietà di rutilo contenente niobio con formula chimica (Ti,Nb)O2. La sua durezza Mohs è 6-6,5, il colore è nero e quello del suo striscio è marrone rossastro.

## Utilizzi
Il rutilo naturale viene trasformato in pietre preziose solo occasionalmente dai collezionisti, poiché solitamente forma cristalli troppo piccoli. Il rutilo sintetico, d'altra parte, è stato venduto dal 1948 con il nome commerciale "titania" o "diamonite" come imitazione del diamante, superandone di gran lunga la brillantezza grazie alla sua dispersione sei volte superiore.